# Suurna nina
Suurna nina är en udde i Estland.   Den ligger i landskapet Pärnumaa, i den sydvästra delen av landet, 130 km söder om huvudstaden Tallinn.
Terrängen inåt land är mycket platt. Havet är nära Suurna nina åt nordväst. Runt Suurna nina är det glesbefolkat, med 9 invånare per kvadratkilometer. Närmaste större samhälle är Pärnu, 15,6 km norr om Suurna nina. I omgivningarna runt Suurna nina växer huvudsakligen savannskog.